# 国鉄旧形電車の車両形式

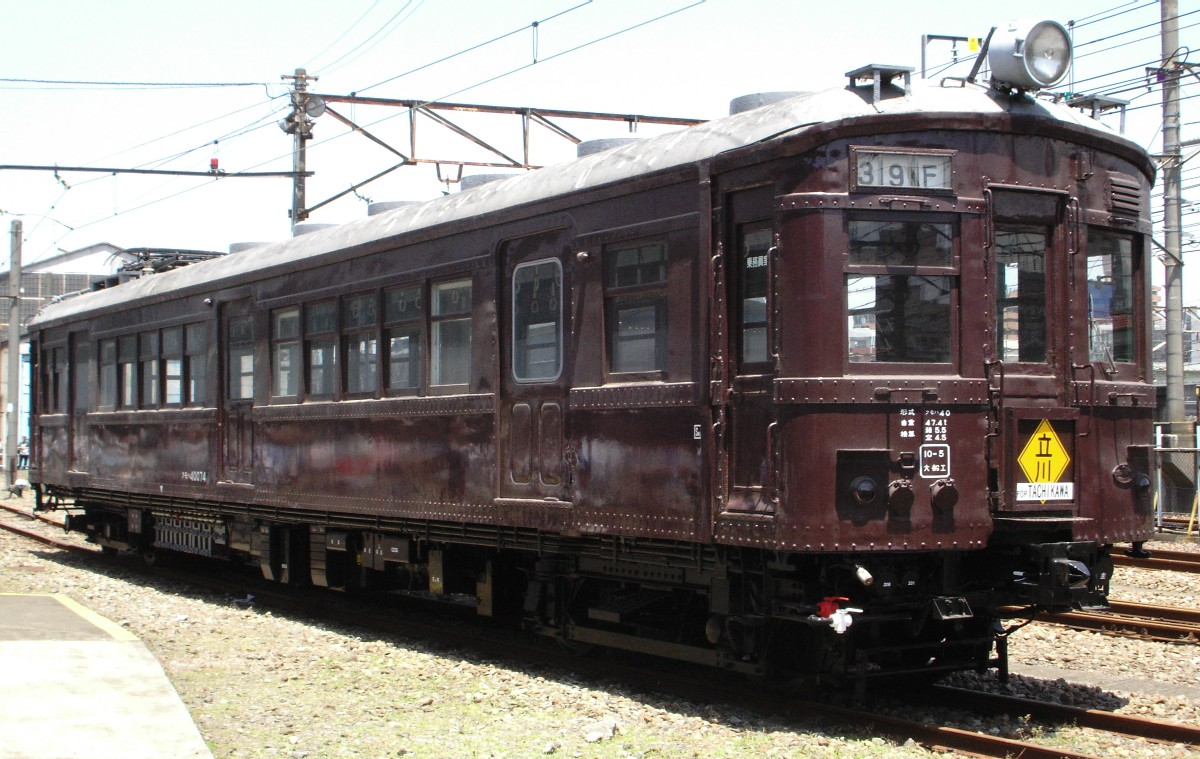
クモハ40形電車

国鉄旧形電車の車両形式（こくてつきゅうがたでんしゃのしゃりょうけいしき）では、日本国有鉄道における新性能電車以前の旧形電車の称号方式について述べる。
電車の形式称号は、以下の時期により称号方式が異なる。
- 新性能電車 - 1959年に称号改正された101系電車、151系電車、153系電車、155系電車
- それ以前の旧形電車 （国鉄末期、JR化以前）

本記事は後者について説明し、度重なる改正の最終形態である国鉄末期のもの（まだわずかに旧形電車が残存していた）についてまず説明し、「歴史」節でそれ以前の変遷について解説する。なお前者については国鉄新性能電車の車両形式を参照されたい。

## 定義
ここでの日本国有鉄道（国鉄）における「旧形電車」とは、1959年（昭和34年）5月30日付総裁達第237号（同年6月1日施行）による車両称号規程改正時に初めて現れた概念である。
1959年改正により、独自の称号規程を制定された新形電車（新性能電車）に対し、それ以前のものが「旧形電車」とされた。ここで「旧形」とされた電車は、1906年（明治39年）に国有化された甲武鉄道引継ぎの二軸車以来の伝統式な駆動方式である吊り掛け式を採用する電車群であり、旧形国電（旧国）とも呼ばれる。
したがってここで扱う規程の対象は、この改正以前については国鉄の全電車であり、以後については上記のカテゴリのものとなる。

## 国鉄末期の称号
| 記号事例     | ○  | ●  |  | A | B | C | D | E | 車両形式             |
| ------------ | -- | -- |  | - | - | - | - | - | -------------------- |
| 1.標準形電車 | ク | ハ |  | 6 | 8 | 0 | 5 | 8 | クハ68形制御車       |
| 2.雑形       | サ | エ |  |   | 9 | 3 | 2 | 0 | サエ9320形救援付随車 |

このうち、○については、電車の車種を表す記号を表し、●については用途を、標準形電車のAは車体長、Bは電動車か制御車・付随車の別によって区分され、ABによって形式を示し、C-Eについては製造番号を表す。雑形電車のB-Eについては下記を参照されたい。

### 車両の種類を表す記号
車両の種類を表す記号は、次のとおりである。
| 記号 | 車種       | 車種解説（記号の由来）                                             |
| ---- | ---------- | ------------------------------------------------------------------ |
| クモ | 制御電動車 | 運転台と動力装置のある車両。                                       |
| モ   | 電動車     | 動力装置（モーター）のある車両（モーターのモ）                     |
| ク   | 制御車     | 運転台のある車両（「電動車にクっついて走る」のクと一般に言われる） |
| サ   | 付随車     | 運転台も動力装置もない車両（電動車にサし込むのサと一般に言われる） |

### 車両の設備を表す記号
単独で使用する場合が多いが、合造車の場合は下記の順番で重ねて使用される。
| 種別   | 記号 | 1969年5月10日以降 | 1969年5月10日前 | 1960年6月1日前 | 備考                     |
| ------ | ---- | ----------------- | --------------- | -------------- | ------------------------ |
| 営業用 | ロ   | -                 | 一等車          | 二等車         |                          |
| 営業用 | ハ   | 普通車            | 二等車          | 三等車         |                          |
| 営業用 | ユ   | 郵便車            | 郵便車          | 郵便車         |                          |
| 営業用 | ニ   | 荷物車            | 荷物車          | 荷物車         |                          |
| 事業用 | ヤ   | 職用車            | 職用車          | 職用車         | 試験車・牽引車・教習車等 |
| 事業用 | エ   | 救援車            | 救援車          | 救援車         |                          |
| 事業用 | ル   | 配給車            | 配給車          | 配給車         |                          |

### 形式数字
旧形電車の形式数字は桁位置により次のような分類がある。標準型電車は番号の万位および千位の数字を、雑形電車は千位から一位までの4桁の最初の番号を形式数字とする。形式は記号と形式数字を合わせて表される。
標準型電車の場合は下記の表のように万位が車長・使用目的、千位が電動車か否かを表す、なお、新型電車の「系」と異なり、旧型電車では違う形式同士を連結しても走行は可能である。
| 数字 | 万位                | 千位           |
| ---- | ------------------- | -------------- |
| 0    | -                   | 電動車         |
| 1    | 車長20m未満         | 電動車         |
| 2    | 車長20m未満         | 電動車         |
| 3    | 車長20m近・中距離用 | 電動車         |
| 4    | 車長20m近・中距離用 | 電動車         |
| 5    | 車長20m近・中距離用 | 制御車・付随車 |
| 6    | 車長20m近・中距離用 | 制御車・付随車 |
| 7    | 車長20m近・中距離用 | 制御車・付随車 |
| 8    | 車長20m遠距離用     | 制御車・付随車 |
| 9    | 事業用・その他      | 制御車・付随車 |

## 歴史
国有鉄道の車両の統一的な形式番号付与基準が初めて制定されたのは、1911年（明治44年）1月16日付達第20号によってである。このとき電車は、汽動車（蒸気動車）とともに、客車の一部として扱われている。
電車が電車として独自の形式番号体系を獲得するのは、1928年（昭和3年）5月17日付達第380号（同年10月1日施行）による称号規程改正時である。このときの称号規程が、以後、数回の改正を重ねながらも、現在につながる旧形電車の形式番号の基本となっている。
それ以後、比較的大きな称号規程改正が行われたのは、1953年（昭和28年）4月8日付総裁達第225号（同年6月1日施行）である。このときは、17m級電車の形式整理、改造車への形式付与整理、戦時買収によって国有鉄道に編入された私鉄からの引継ぎ車への国鉄式形式番号の付与等が実施されている。
そして、先述の1959年改正による称号規程が現在まで使用されているものである。
以下、順にそれぞれの形式称号規程について解説を加えることとする。

### 1911年（明治44年）車両称号規程
1911年（明治44年）1月16日付達第20号により制定された車両称号規程により、電車は客車の形式番号体系に含められた。電車の番号は、客車の二等車と三等車の間に設定され、二軸車は950 - 999、ボギー車は6100 - 6499が割り当てられている（後に番号の範囲は追加）。形式は、一連で付される同一形式車の最初の番号をとることとされ、「車両の重量（換算両数）を表す記号（ボギー車のみ、詳細は国鉄客車の重量記号を参照）＋電車の記号『デ』」という表記が原則になった。通常の営業用客車の場合ここに等級を表す記号「イ、ロ、ハ」もつくが、この頃の国鉄電車はすべて3等車モノクラス（甲武時代には2・3等車の合造電車もあったが、1909年（明治42年）6月に2等料金自体が廃止され、2等室部分を手荷物室に改造して「ニデ950形」になっている）で等級区分の必要がなかったためこの表記はつけられず、「職用車のヤ」などの旅客以外用途の記号がつく場合に表記される　。
なお、緩急車を表す記号「フ」は、電車には使用しないこととされた。
この称号規程により、甲武鉄道引継ぎの二軸車は、950形ニデ950 - 952、960形デ960 - 962、963形デ963 - 988に、1909年（明治42年）に製造された国有鉄道初のボギー電車1 - 10は、6100形ホデ6100 - 6109となった。

#### 換算両数算出法の変更による重量記号の変更
1913年（大正2年）4月22日付達第301号により、換算両数の算出方法が変更され、また同日付達第302号により、ボギー車の重量記号の規程が変更になった。この時ボギー電車の増備車で重量が25tを越えたものがあったため、重量記号が「ホ」から1ランク上の「ナ」にされ「ホデ」が「ナデ」に改称された　。

#### 付随電車の記号の追加
主電動機を持たない付随電車の登場に伴い、1914年（大正3年）4月7日付達第322号により、付随電車を表す記号「トデ」が追加された。なお、ここでいう付随電車とは、現在でいう制御車のことである　。

#### 電車の記号付与方法の変更
1914年（大正3年）8月29日付達第794号により、記号の設定方法が変更され、従来の重量記号を併記する方式から、主電動機を持つ電車を表す記号「デ」、主電動機を持たない電車を表す記号「ク」に等級記号を組み合わせる方式に変更され、「ナデ」は「デハ」に、「ナトデ」は「クハ」となった。なお、従来二等車と三等車の中間とされていた電車の等級が三等車と規定されたことに伴い、形式と番号の変更が実施されている　。

#### 制御車と付随車の分離
1917年（大正6年）9月1日付達第833号により、付随電車の記号が制御器を持つもの「ク」と制御器を持たないもの「サ」に分離された。これにより、「クロハ」と称していた6190 - 6199が「サロハ」に、「クハ」と称していた6410、6420 - 6423が「サハ」に変更されている。

### 1928年（昭和3年）車両称号規程
1928年（昭和3年）10月1日に施行された車両称号規程改正は、ほとんどの車種に及ぶ大規模なものであったが、この時、電車の形式番号は、客車から分離され、電車独自のものが定められた。種類を表す記号は、電動車を表す「デ」が「モ」に改められたが、制御車を表す「ク」と付随車を表す「サ」は、そのまま使用された。従来、事業用車の用途記号については、職用車の「ヤ」と試験車の「ケン」が存在していたが、この称号規定では「ヤ」に統合された。番号は、1001 - 39999（後年、99999まで拡大）が割り当てられ、番号の万位および千位の数字を形式として用いることとされた。従来、番号は形式ごとに末尾0から付されていたが、この改正により1から付すように改められている。
万位の数字は、装備する主電動機の出力並びに車体の構造に応じて次のとおりとされた。
- ないもの : 70kW主電動機を装備する木製電動車とそれに連結すべき制御車および付随車
- 1 - 2 : 100kW主電動機を装備する木製電動車とそれに連結すべき制御車および付随車
- 3（- 9） : 100kW主電動機を装備する鋼製電動車とそれに連結すべき制御車および付随車

千位の数字は、0 - 4が電動車、5 - 9が制御車または付随車とされた。
また、記号および形式は、右のように記号と番号を横書きに上下2列に標記するよう改められた。

#### 制御車代用車、付随車代用車に関する特別措置
1939年（昭和14年）以来、電動車や制御車でありながら、主電動機や制御器を装備しないまま営業につく車が出現するようになり、戦後の63形に至っては、未電装車が大量に発生するようになった。また、在来車も戦中戦後の酷使により修繕ができないまま転用せざるを得ない車が多数に上ったため、1948年（昭和23年）4月、こうした車を運用上区別する必要から、電動車で主電動機のないものを「クモハ」、さらに主幹制御器のないものを「サモハ」、制御車で主幹制御器のないものを「サクハ」とし、「ク」「サ」は記号の左上に小さく表示することとされた。

### 1953年（昭和28年）車両称号規程
1928年に制定された電車の称号規程は、改造や新造により早くも行き詰まりを見せていた。また、私鉄の買収によって形式数は膨れあがり、戦前の買収による3社については国有鉄道の形式番号を与えられたものの、戦時買収私鉄からの引継ぎ車は私鉄時代の番号のまま使用され、重複番号も生じていた。
1953年（昭和28年）6月1日付けで実施された車両称号規程（昭和28年4月8日総裁達第225号）では、これらの問題の解決を主眼に次の内容で実施された。
- 在籍車のほとんどなくなった標準形木製車は雑形に編入し、買収私鉄引継ぎ車とともに1000 - 9999に付番し、その最初の番号（一位の端数は使用しない）を形式とした。旧会社別の付番基準は下記のとおりで、買収順に付番されている。
- 車体長17m級の標準形電車は、木造車の雑形編入により空き番となった10000 - 29999に整理、改番した。形式は従来と同様番号の万位と千位を使用するが、番号は0から付番することとした。
- 車体長20m級の標準形電車は30000 - 99999に付番することとし、一部の形式で整理統合を行なった他は、従来の番号を引き続いて使用することとした。そのため、改番の対象にならなかった形式では、従来どおり1から始まっている。
- 営業用以外の事業用車については、種車が木造車であるか鋼製車であるか、標準形であるか雑形であるかにかかわらず、4000 - 4999（電動車）、9000 - 9999（制御車・付随車）とした。
- 事業用車は、従来の記号「ヤ」の他に、「エ」：救援車、「ル」：配給車を制定した。
- 改番対象車が多数にのぼるため、過渡的な措置として新旧の番号を車内外に併記し、改番期日後に旧番号を消去する方法がとられた。車外の旧番号は下線付き、車内の旧番号は括弧書きで標記された。

なお、千位の数字は引き続き0 - 4が電動車、5 - 9が制御車または付随車とされている。1959年の規程改正直前には、新性能電車の暫定形式としてこの称号規程の空番に押し込まれたが、151系（20系）の万位に2を用いたこと以外、この原則は踏襲されている。
| 旧所有会社   | 電動車     | 電動車                | 制御車・付随車 | 制御車・付随車        |
| 旧所有会社   | 旅客専用車 | 郵便荷物車・ 合造車等 | 旅客専用車     | 郵便荷物車・ 合造車等 |
| ------------ | ---------- | --------------------- | -------------- | --------------------- |
| 広浜鉄道     | （10xx）   | -                     | -              | -                     |
| 信濃鉄道     | 11xx       | 31xx                  | 51xx           | 71xx                  |
| 富士身延鉄道 | 12xx       | -                     | -              | 72xx                  |
| 宇部鉄道     | 13xx       | -                     | 53xx           | -                     |
| 富山地方鉄道 | -          | -                     | （54xx）       | -                     |
| 鶴見臨港鉄道 | 15xx       | -                     | 55xx           | -                     |
| 豊川鉄道     | 16xx       | -                     | 56xx           | -                     |
| 鳳来寺鉄道   | 17xx       | -                     | -              | -                     |
| 三信鉄道     | -          | -                     | 58xx           | -                     |
| 伊那電気鉄道 | 19xx       | -                     | 59xx           | 79xx                  |
| 南武鉄道     | 20xx       | -                     | 60xx           | -                     |
| 青梅電気鉄道 | -          | -                     | 61xx           | -                     |
| 南海鉄道     | 22xx       | 32xx                  | 62xx           | -                     |
| 宮城電気鉄道 | 23xx       | -                     | 63xx           | 73xx                  |
| 国鉄（雑形） | 24xx       | 34xx                  | 64xx           | -                     |
| 職用車       | 4xxx       | 4xxx                  | 9xxx           | 9xxx                  |

※括弧書きは改番前に廃車となったもので、予定されていた形式番号

### 1959年（昭和34年）車両称号規程
1959年（昭和34年）6月1日に施行された称号規程改正（昭和34年5月30日総裁達第237号）では、新形電車並びに交流用電車および交流直流両用電車の付番体系が制定され、便宜的に旧称号規程に則って形式付与されていた新性能電車（101系（90系）、151系（20系）、153系（91系）、155系（82系））などが新体系に分離された。交流用電車、交流直流両用電車においては、吊り掛け駆動の旧形電車に属するものも存在したが、こちらは、新形電車用の規程によって付番される。
記号については、電動車は運転台の有無にかかわらずすべて「モ」であったが、80系の登場で中間電動車が発生したため、運転台を有しない中間電動車を「モ」とし、運転台付きの制御電動車を「クモ」とするよう改められた。
また、従来は電車の付番体系においては記号のみが異なる同番号車は存在しないのが鉄則であったが、この称号規程では、従来の「モハ」等の記号と形式番号を合わせて形式とするものとされた。これ以後、記号のみが異なる同番号車が発生している。標記方法も従来は記号と番号を上下2列書きにしていたが、記号番号を1列に標記するものとされた。
事業用車については、国鉄標準形改造車も雑形扱いされていたが、本改正において標準型由来のものは相当の形式番号体系に移されている。
なお、1953年改正の際、2200番台、6200番台を与えられた旧阪和形電車（上表で「南海鉄道」とされたグループ）については、国鉄車と同等の装備への標準化工事を経て、本改正後の1959年12月22日付け工車第1528号通知で、本改正で空いた番号を用いクモハ20形・クハ25形として、また、伊那電気鉄道買収車であるクハ5900形を改造した交直流試験車はクヤ490形として、それぞれ国鉄制式車と同格の扱いとされた。詳細は阪和電気鉄道の車両#旧・阪和形車両の推移を参照。また、同通知では、一部の形式（クモハ14形、クハ16形→クハニ19形、クモハユニ44形、サロ46形→サロ75形、クハ47形）で形式や番号の整理による改番が行われている。
この規定はJR発足後も引き継がれ、既存形式の他に、新形式クモハ84形が発生している。